# Aaron Lennon
Aaron Justin Lennon (Leeds, 16. travnja 1987.) bivši je engleski nogometaš.

## Vanjske poveznice
- Profil na Transfermarktu
- Profil na Soccerwayu